# El propósito de un sistema es lo que hace
El propósito de un sistema es lo que hace (POSIWID por las siglas del original en inglés, The purpose of a system is what it does) es una heurística de pensamiento sistémico acuñada por Stafford Beer, quien observó que «no tiene sentido afirmar que el propósito de un sistema es hacer aquello que constantemente fracasa en conseguir». El término es principalmente utilizado por los teóricos de sistemas, y se suele invocar para contrarrestar la noción de que el propósito de un sistema puede leerse a partir de las intenciones que tuvieron originalmente quienes lo diseñaron, lo operan o lo promueven. Cuando los efectos secundarios o las consecuencias imprevistas de un sistema revelan que no se ha entendido bien su comportamiento, la perspectiva POSIWID puede ayudar a comprender mejor dicho sistema.
Muchas veces utilizado como crítica a sistemas o procesos de la administración de empresas o funciones de la administración pública, también con el significado de que dicho sistema no debe ser evaluado por el objetivo que tenía en su diseño, y que falla en cumplir, si no por la descripción de sus resultados y efectos reales.

## Orígenes del término

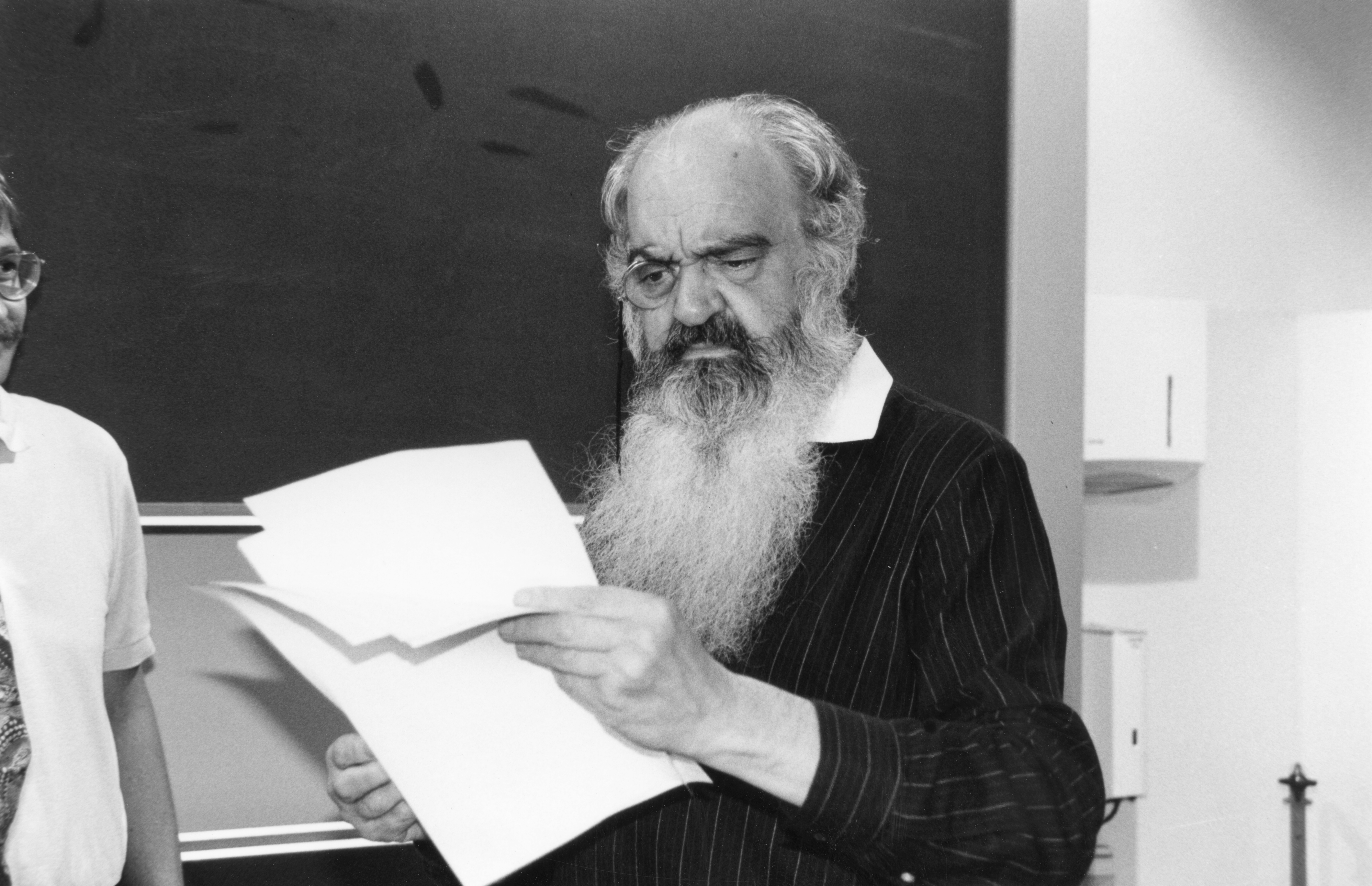
El investigador de operaciones Stafford Beer

Stafford Beer (1926-2002) fue el primero en utilizar el término POSIWID, promoviéndolo constantemente en discursos públicos. Por ejemplo, en su discurso en la universidad de Valladolid, España, en octubre de 2001, dijo: 

According to the cybernetician, the purpose of a system is what it does. This is a basic dictum. It stands for bald fact, which makes a better starting point in seeking understanding than the familiar attributions of good intention, prejudices about expectations, moral judgment, or sheer ignorance of circumstances.

## Usos
Desde el punto de vista de la cibernética, los sistemas complejos no son controlables mediante reglas simples de gestión, y las modificaciones hechas en un sistema son mejor entendidas al observar cómo cambian su comportamiento. El término también se utiliza en muchos otros campos, incluida la biología  y la administración de empresas. Mientras que un cibernético puede aplicar el principio a los resultados producidos inexorablemente por la dinámica mecánica de un sistema funcional, un teórico de la administración puede aplicarlo a los resultados producidos por el interés propio de los actores que desempeñan roles en una empresa u otra institución.